# Arabrödhöna
Arabrödhöna (Alectoris melanocephala) är en fågel i familjen fasanfåglar inom ordningen hönsfåglar.

## Utseende
Arabrödhöna är störst i släktet Alectoris med en kroppslängd på 41 centimeter. Könen liknar varandra, men hanen är något större än honan. Den är svart på hjässa och baksidan av huvudet, med ett brett vitt band ovanför ögat som skiljs från den vita strupen med ett smalare svart streck. Halsens sidor är blekbruna medan kropp. vingar och stjärt är blågrå med mörk bandning på flankerna. Ben och näbb är skära.

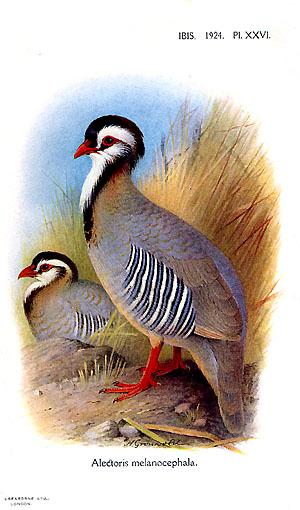

## Läte
Lätet anses vara både ljudligare och djupare än hos andra Alectoris-arter. Vanligast är ett "cuck, cuck, cuck, owk-owk-owk” som börjar långsamt och ökar sedan i volym och tempo. Även mjukare "cook, cook, cookcookcookcook” hörs som kontaktläte mellan par eller i individer i flockar. Vid uppflog avger den ett "kerkow-kerkow-kerkow”.

## Utbredning och systematik
Fågeln förekommer i torra områden på södra Arabiska halvön. Den behandlas vanligen som monotypisk.

Utbredning för arterna i släktet Alectoris.

### Släktskap
Arten är möjligen närmast släkt med klipphöna (A. barbara). Tillsammans utgör de en systergrupp till övriga arter i släktet.

## Levnadssätt
Arten återfinns på grästäckta sluttningar och stenig mark med viss vegeation, från havsnivå till 1400 meters höjd. Den lever på marken av frön, annat växtmaterial som fransgräs och noppor samt små ryggradslösa djur. Fågeln häckar från mars och framåt och lägger fem till åtta ägg i en grund grop i marken. De brunfläckade blekt beigea äggen ruvas i 25 dagar. Ungarna lämnar boet snart efter kläckning.

## Status och hot
Arten har ett stort utbredningsområde och en stor population med stabil utveckling och tros inte vara utsatt för något substantiellt hot. Utifrån dessa kriterier kategoriserar internationella naturvårdsunionen IUCN arten som livskraftig (LC). Världspopulationen har inte uppskattats men den beskrivs som lokalt vanlig eller mindre vanlig.